# Luena (Spanyolország)
Ez a lap a spanyolországi településről szól! Ha az angolai településről szeretnél többet tudni, lásd itt.
Luena egy község Spanyolországban, Kantábria autonóm közösségben. Luena Corvera de Toranzo, Santiurde de Toranzo, Vega de Pas, San Pedro del Romeral, Merindad de Valdeporres, Valle de Valdebezana, Campoo de Yuso, San Miguel de Aguayo, Molledo és Arenas de Iguña községekkel határos. Lakosainak száma 608 fő (2024).

## Népesség
A település népessége az elmúlt években az alábbi módon változott:
| Lakosok száma | 941  | 843  | 792  | 722  | 694  | 650  | 611  | 593  | 622  | 608  |
|               | 2001 | 2004 | 2007 | 2009 | 2012 | 2014 | 2017 | 2019 | 2022 | 2024 |